# Verona austriaca

Ufficiali austriaci appartenenti all'I.R. Ufficio Fortificazioni di Verona, al centro Andreas Tunkler.

Per Verona austriaca si intende il periodo della storia di Verona in cui la città subì il dominio dell'Impero austriaco e che va dal 1815 al 1866 quando il Veneto fu annesso al Regno d'Italia.
Mentre la popolazione subì la dominazione asburgica vedendosi limitate le libertà personali e dovendo modificare alcuni aspetti socio-economici della propria vita, la città venne fortificata sempre di più arrivando ad essere la "piazzaforte" più importante del quadrilatero fortificato dove pesava la costante e oppressiva presenza di una imponente guarnigione austriaca.

## Quadro storico
Nel 1797 Verona passò sotto l’Impero austriaco: con l'arrivo delle truppe di Napoleone Bonaparte terminavano così quasi quattro secoli di appartenenza alla Repubblica di Venezia. Nel 1801 fu divisa in due col fiume a fare da confine di Stato. Nel 1805 passò al Regno d'Italia.
Quando l'impero Napoleonico iniziò a cedere, Verona fu inserita, in seguito al congresso di Vienna del 1815, nel Regno Lombardo-Veneto assegnato all'Impero austriaco. Questa, insieme ad altre modifiche territoriali apportate dopo la sconfitta di Napoleone, si inserisce nel processo della restaurazione.

## La dominazione austriaca

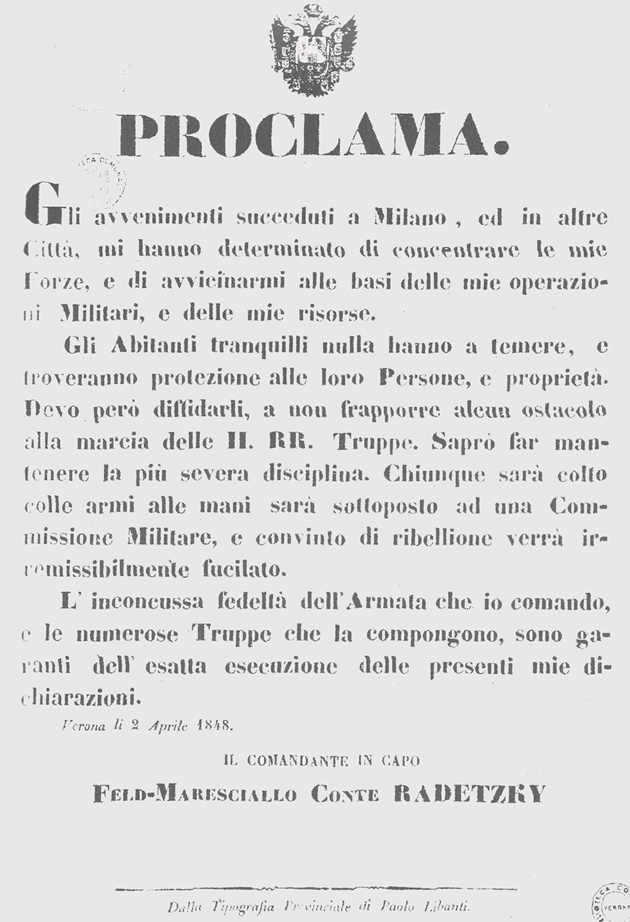
Proclama di Josef Radetzky del 1848 in cui si intimava ai veronesi di non interferire con le operazioni dell'esercito e di astenersi da rivolte

L'esercito austriaco entrò a Verona il 4 febbraio 1814, alle ore 11.00, con una guarnigione di 1.800 soldati, dei quali un terzo di cavalleria
Gli austriaci si presentarono a Verona e ai veronesi come liberatori dal dominio francese, ma ben presto si dimostrarono più interessati alla città come insediamento strategico militare che al benessere della popolazione. L'economia di Verona subì così immediatamente una crisi ed in particolare fu il commercio della seta a soffrirne maggiormente.
Anche il rigido e severo codice Austriaco, entrato in vigore nel 1815, portò malcontento alla popolazione e insieme all'uso di crudeli metodi repressivi (ad esempio il ricorso alle bastonature), alle forti tasse e alla coscrizione obbligatoria suscitò nel popolo sentimenti di ribellione.
Proprio per arginare i primi moti liberali, nel 1822 si svolse il congresso di Verona, a cui parteciparono tutti i maggiori sovrani d'Europa, e durante il quale si discusse di problemi come il commercio dei neri, la pirateria nell'oceano Atlantico, la situazione italiana, i problemi causati dalla rivoluzione spagnola e greca. Scopo principale fu comunque il cercare di reprimere le idee liberali, i sentimenti nazionali e di patria che iniziavano a promuoversi nei popoli soggetti.
Nel 1834, Josef Radetzky fu nominato comandante del Regno Lombardo-Veneto. Il feldmaresciallo Radetzky fu l'uomo che più di tutti riconobbe in Verona un luogo strategicamente importantissimo all'interno del quadrilatero fortificato e quindi diede grande stimolo alla sua fortificazione. Fu da questo momento che gli ingegneri militari austriaci cominciarono a realizzare un sistema difensivo composto da mura, forti, castelli, caserme e vari edifici, rendendo Verona una città-piazzaforte. I lavori richiesero l'utilizzo contemporaneo di circa 10.000 uomini.
A seguito della prima guerra di indipendenza del 1848-1849 l'oppressione austriaca sulla popolazione crebbe. Se le condizioni economiche vivevano un momentaneo, quanto effimero, periodo di prosperità, dovuto ai grossi lavori per la fortificazione della città, la popolazione vide le proprie libertà personali ridotte sempre di più. In quest'epoca la guarnigione presente arrivò, inoltre, a contare fino 6.000 soldati.
Tra il 1850 e il 1851 a Verona nacque, per iniziativa del mantovano don Enrico Tazzoli, un "Comitato rivoluzionario". Scoperta la congiura, la risposta austriaca fu tremenda. Molti appartenenti, tra cui i veronesi Carlo Montanari e Pietro Frattini furono impiccati a Belfiore, altri subirono l'incarcerazione e la deportazione.
Il 7 gennaio 1857 la città fu meta di una visita dell'imperatore Francesco Giuseppe con la moglie Elisabetta di Baviera. In occasione della visita si decise aprire una mostra a Palazzo Pompei, che quattro anni dopo sarebbe diventato il Museo civico di storia naturale. Grandi feste accompagnarono l'arrivo dei reali, con spese che ammontarono a ben 24.188 lire.
Durante le guerre del Risorgimento, la zona vicino a Verona fu teatro di numerose ed epiche battaglie. Ricordiamo nel 1848 l'Assedio di Peschiera e la Battaglia di Custoza, le battaglie di Solferino e San Martino del 1859 e nuovamente a Custoza nel 1866.
Con quest'ultima, iniziava la terza guerra di indipendenza che avrebbe, da lì a poco, portato gli austriaci ad abbandonare il Veneto e quindi a liberare la città di Verona, che entrava a far parte del Regno d'Italia.

## La piazzaforte di Verona: aspetti militari

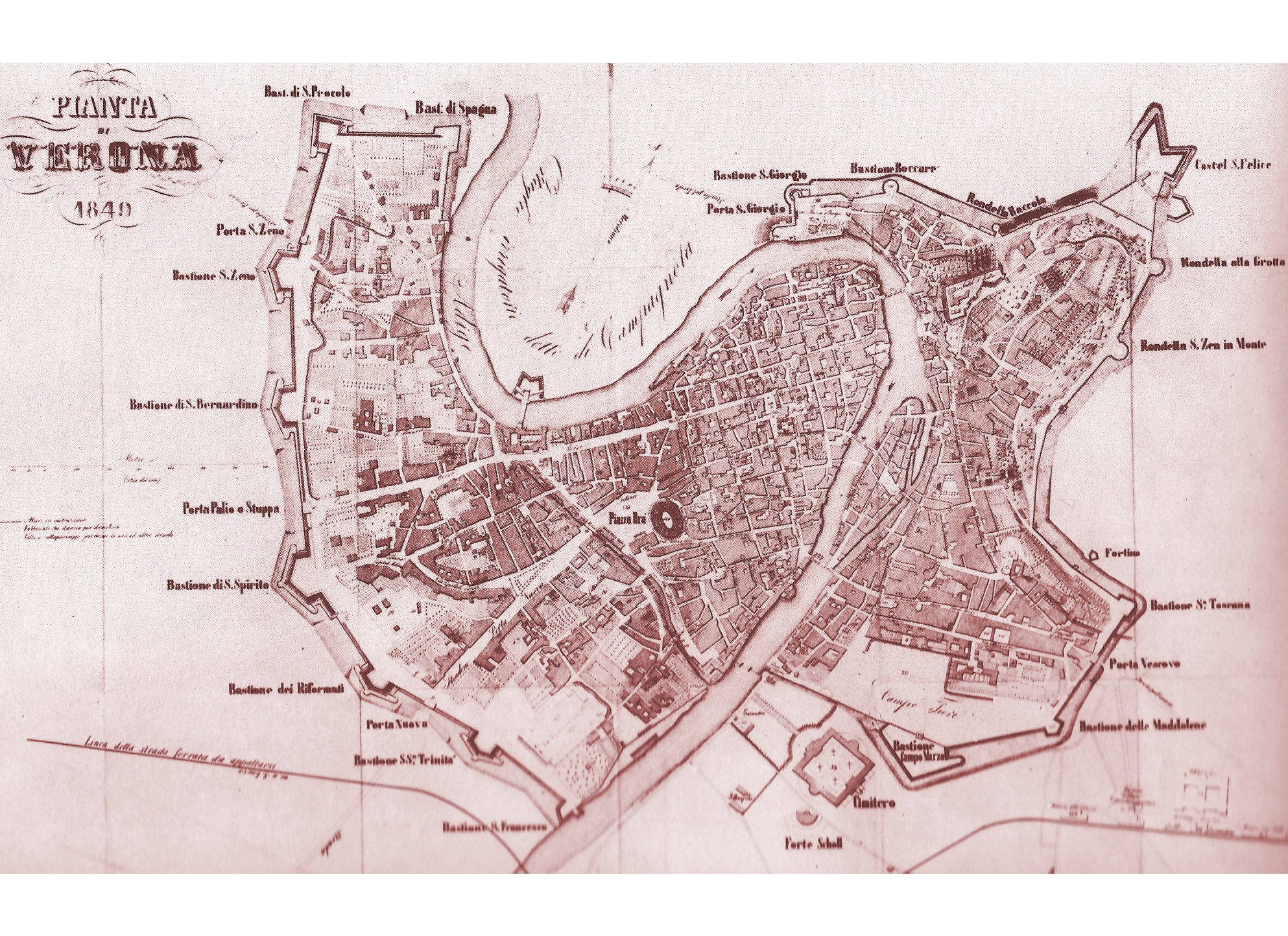
Mappa delle fortificazioni di Verona nel 1848

Come già stato detto Verona era considerata strategica all'interno del quadrilatero fortificato. La costruzione delle fortificazioni iniziò dell'aprile del 1833 e continuò fino al 1866, si stima che oltre 10.000 uomini furono impiegati come manodopera.
La città, situata a metà strada tra Milano e Venezia, le due capitali del regno Lombardo-Veneto, e posta in diretta comunicazione con la valle dell'Adige e il passo del Brennero, possedeva, infatti, una naturale propensione a essere munita di un apparato militare di prim'ordine.
All'inizio, l'I.R. Ufficio per le Fortificazioni di Verona provvide a rafforzare la cinta muraria della città, ampliando e aggiornando le già precedenti difese approntate dalla Repubblica di Venezia, e a edificare forti nelle immediate vicinanze. In seguito, con l'aggravarsi della minaccia del Regno di Sardegna, si ampliò la difesa anche alle zone più distanti.
Ma non solo fortificazioni furono edificate dagli austriaci. Numerosi furono gli edifici adibiti a logistica per il sostentamento e la gestione della guarnigione. Va ricordato che anche la Ferrovia del Brennero e la Ferrovia Milano-Venezia, che a Verona si incrociano, nacquero ad opera dell'Impero austriaco per motivi anche certamente militari.

### Le fortificazioni

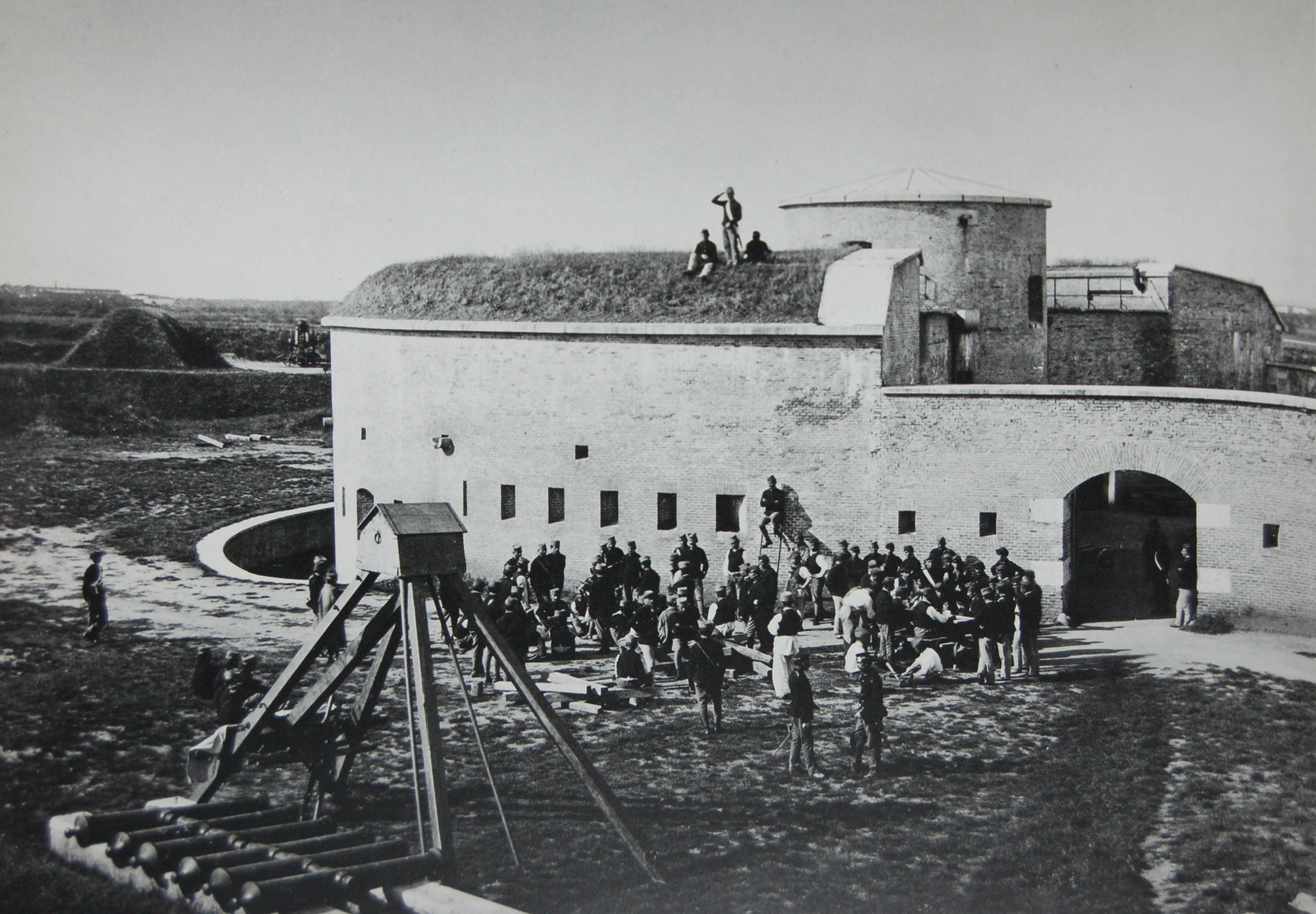
Il Werk Clam-Porta Nuova in una foto ottocentesca

Vista l'importanza strategica di Verona, l'Austria si produsse in un ampio sforzo per la sua fortificazione. L'impulso a ciò venne sicuramente dal feldmaresciallo Josef Radetzky, comandante dal 1834 dell'esercito austriaco in Italia.
Tra il 1833 e il 1848, grazie al piano dell'ingegnere militare austriaco Franz von Scholl, si provvide all'ammodernamento dei bastioni di epoca veneziana per la protezione del lato meridionale. Con la costruzione di mura e forti si provvide, invece, alla parte settentrionale. Tra i forti edificati in questo periodo ne ricordiamo alcuni: forte Sofia, forte San Leonardo, forte San Felice.
Terminata la prima guerra d'indipendenza, che nonostante la finale vittoria austriaca aveva minacciato la città di Verona, le autorità occupanti decisero di fare del luogo "una perfetta piazza d'evoluzione e di deposito per l'armata imperiale". Si provvide così a costruire una serie di forti esterni alla città, conosciuti come primo e secondo campo trincerato di Verona (ricordiamo, ad esempio: forte Santa Caterina, forte Chievo, forte Santa Lucia, forte Dossobuono, forte Azzano, ecc.). Ancora più lontani, atti a prevenire un aggiramento della fortezza di Peschiera e a proteggere la via per il Brennero, furono edificati anche i cosiddetti "forti del gruppo di Rivoli e di Pastrengo".
Durante la campagna del 1866, la piazzaforte di Verona aveva raggiunto la sua massima militarizzazione. Si contavano allora 822 bocche da fuoco, così distribuite:
- 88 pezzi di artiglieria alla cinta continua alla sinistra dell'Adige
- 72 pezzi di artiglieria alla cinta continua alla destra dell'Adige
- 142 pezzi di artiglieria nei forti alla sinistra dell'Adige
- 310 pezzi di artiglieria nei forti alla destra dell'Adige
- 99 pezzi di artiglieria nei forti del gruppo di Rivoli e di Pastrengo
- 111 pezzi di artiglieria di scorta

### Logistica e apparati militari
L'imponente sistema difensivo approntato per la città di Verona necessitava, chiaramente, di un adeguato apparato logistico per il suo sostentamento. Quindi, insieme alle fortificazioni, gli austriaci dovettero edificare anche le infrastrutture necessarie, quali: opifici, caserme, uffici di comando, mattatoi, carceri, sistemi di trasporto e comunicazione e altro ancora.

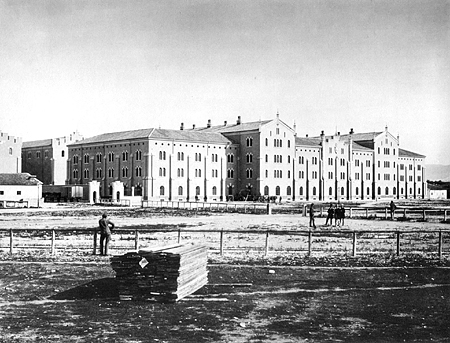
La provianda di Santa Marta

Gli alti ufficiali, a comando della guarnigione qui dislocata, erano acquartierati in Palazzo Carli (nell'attuale via Roma), dove ha risieduto lo stesso Josef Radetzky. Gli uffici del Governo erano posti nel convento di Santa Eufemia e un'altra importante sede di comando era la "Gran Guardia Nuova", oggi Palazzo Barbieri.
Gli austriaci costruirono anche delle nuove carceri e un tribunale militare allo scopo di riorganizzare il sistema giudiziario e quindi irrigidire la loro autorità sulla popolazione della città. Questi edifici sono tuttora esistenti e versano in uno stato di sostanziale abbandono.
Con l'ampliarsi della piazzaforte fu necessario dotarsi anche di un nuovo arsenale: costruito tra il 1854 e il 1861, fu posto nell'ansa del fiume Adige a nord della città e prese il nome di Arsenale Franz Josef I.
Per il sostetamento della guarnigione, gli austriaci edificarono la provianda di Santa Marta (su progetto di Andreas Tunkler) allo scopo di produrre e amministrare tutti i generi di sussistenza. Tale struttura era in grado di cuocere ogni giorno 52.000 razioni di pane e 20 quintali di gallette biscottate.
Altro edificio importante, edificato dagli austriaci e tuttora utilizzato, è l'Ospedale di Santo Spirito, costruito con le più moderne caratteristiche di architettura ospedaliera.
Per la logistica militare furono sviluppate, inoltre, numerose strade, spesso chiuse al traffico civile, che nel 1866 arrivavano a coprire complessivamente quasi 100 km. Le porte di accesso alle mura cittadine erano 25, delle quali 10 a cui era consentito il passaggio agli abitanti e le rimanenti 15 di esclusiva pertinenza militare. La manutenzione delle vie era, come tutte le altre opere militari, compito dell'Imperiale Regio Ufficio per le Fortificazioni. I collegamenti tra le varie fortificazioni erano garantite anche da un sistema di telegrafo, inizialmente ottico (sistema Chappe), e in seguito ampliato e integrato con un sistema elettromagnetico. Interessanti, infine, la presenza di due bagni militari (edificati poco fuori dell'Arsenale) per il benessere e il refrigerio della truppa e per le esercitazioni di nuoto del reparto pontieri.

## Aspetti sociali ed economici

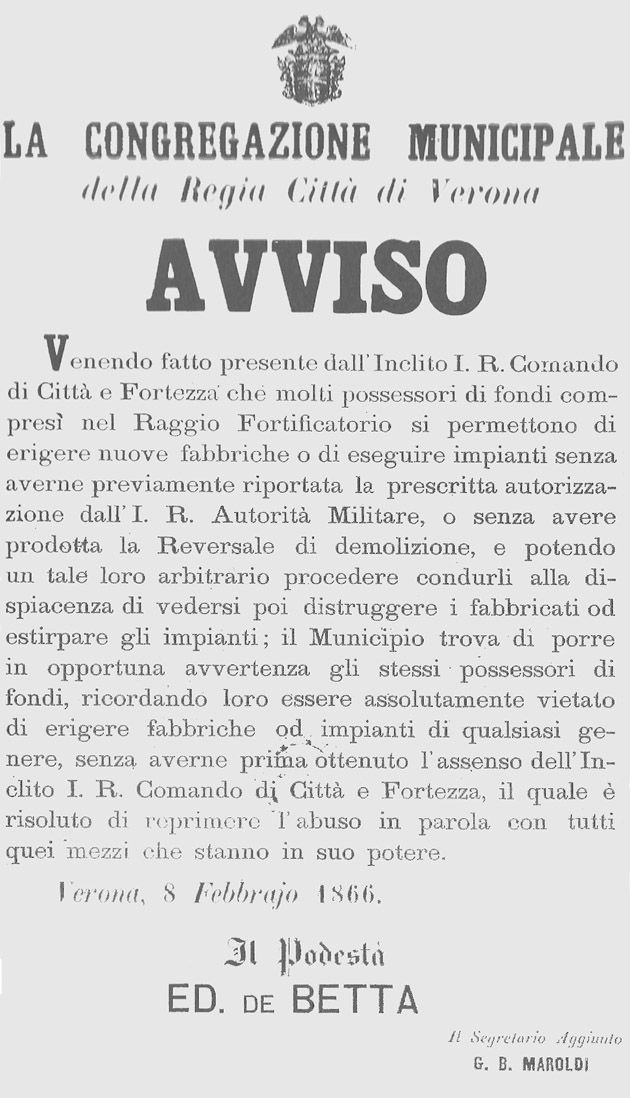
Richiamo all'osservanza delle servitù militari nella costruzione degli edifici (1866)

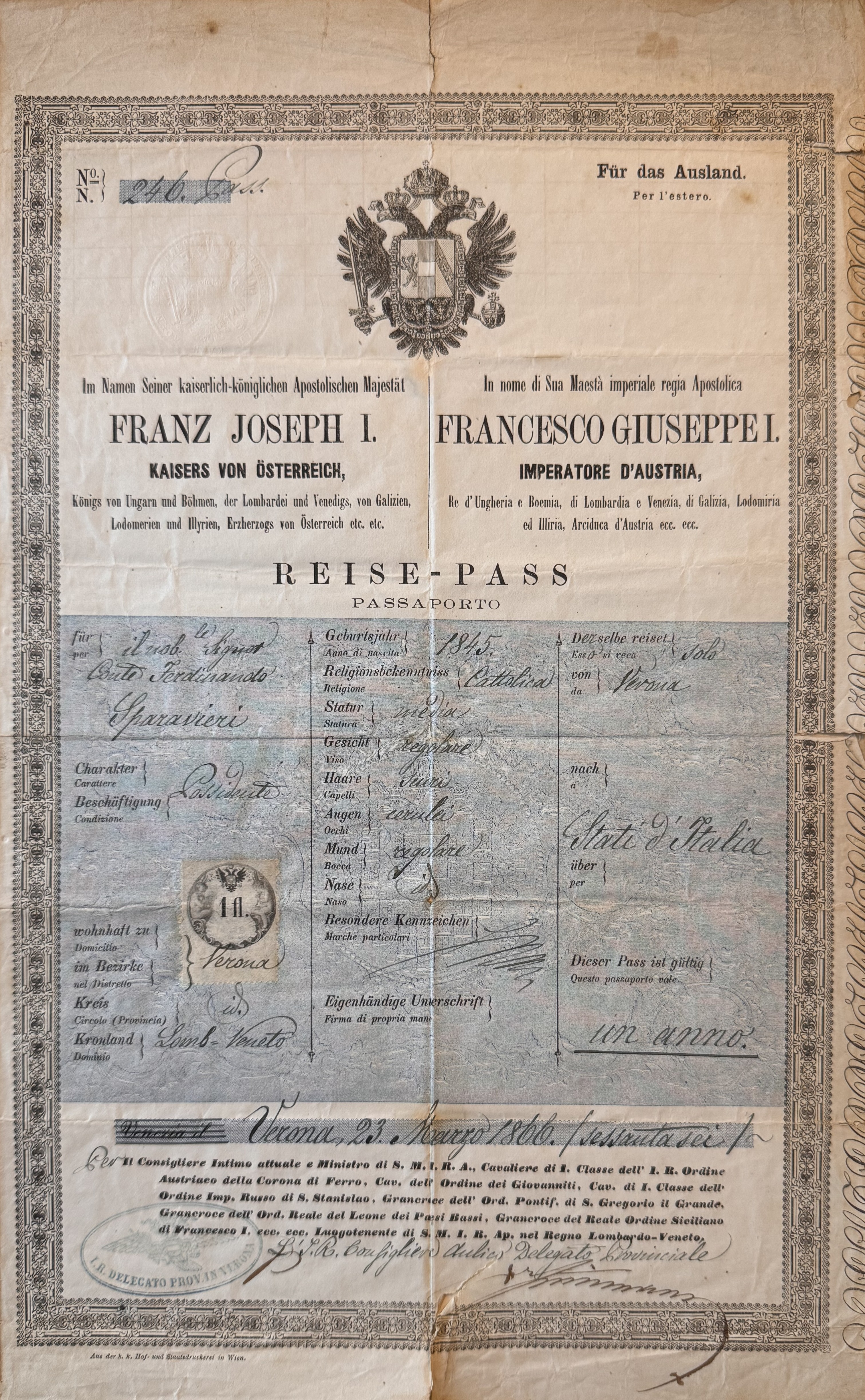
Passaporto austriaco Ferdinando Sparavieri

A causa della sua importanza come piazza fortificata, la popolazione civile veronese fu costretta al dover sottostare alla cosiddetta "servitù militare". Questo comportava svariati aspetti che incidevano sulla vita di ogni giorno e sull'economia della città. In particolare vigevano le seguenti restrizioni:
- Divieti per i civili di avvicinarsi alle strutture militari e transitare su particolari strade.
- Severe regolamentazioni sull'ubicazione delle costruzioni civili.
- Restrizioni alle attività agricole, in particolare vigeva il divieto di piantare alberi ad alto fusto nelle zone di tiro dell'artiglieria ed in particolare nella zona della "spianata", campo di esercitazione e di manovra. Le viti non potevano superare il metro e venti centimetri da terra.
- Permessi per costruzioni industriali, in determinate zone, venivano concessi soltanto con l'obbligo del proprietario di poter smantellare la struttura in meno di 24 ore, se ne fosse stato necessario. Le uniche costruzioni permesse furono così praticamente delle baracche di legno di natura temporanea. Questo per evitare che, con la loro presenza, potessero oscurare il tiro dell'artiglieria.

A ciò si aggiungevano le imposte per il mantenimento della guarnigione e numerosi espropri necessari a requisire i terreni ove costruire fortezze e difese. Queste restrizioni pesarono non poco sull'economia della città, ed in particolare sullo sviluppo urbano e industriale, visti i limiti posti all'erezione di costruzioni stabili.
Tutto ciò andò ad aggravarsi sempre di più man mano che la città e i dintorni andavano a fortificarsi. Se prima del 1848 il dominio austriaco non comportava grossi sacrifici alla popolazione, da quell'anno fino al 1866 i divieti e gli obblighi di servitù andarono ad aumentare quasi giornalmente e le tasse raddoppiarono.
L'aspetto economicamente positivo di questa occupazione fu che l'impeto nella costruzione delle grandiose fortificazioni portò ad una elevata richiesta di manodopera e di servizi associati. La disoccupazione fu praticamente azzerata fino a farne soffrire addirittura l'agricoltura, che si ritrovò con pochi lavoratori in quanto la maggior parte dei braccianti si era spostata verso i cantieri militari. Non mancarono ampi guadagni per alcuni commercianti e costruttori che riuscirono ad aggiudicarsi appalti con l'esercito occupante. Ma, nel complesso, la città visse un periodo di stagnazione del suo naturale sviluppo. Infatti si trattò di una crescita economica tanto effimera quanto di breve durata.
La situazione economica dell'epoca è ben riassunta nel diario di Vittorio Cavazzocca Mazzanti, erudito veronese dell'epoca, che nota: "Li Veronesi ora ne godono pel denaro che si spenderà, ma tempo potrà venire in cui dispiaceranno assai queste trince… È veramente spettacoloso il lavoro, e occupa molto i carrettieri, i fornasari, ed altre arti ma non è utile ai campi occupati e non pagati, ai campi vicini danneggiati, alla piazza incarita, ed al pericolo sanitario".
Oltre alle libertà personali, anche arte e letteratura furono soggette a forti limitazioni. I due abati incaricati della censura vietarono, tra il 1814 e il 1848, letture come il Decameron di Giovanni Boccaccio, le opere di Machiavelli, di Cesare Beccaria e di molti altri classici. Chi si dedicava alla filosofia e alla storia veniva etichettato come "uomo pericoloso".

Militari austriaci di guardia al forte Santa Lucia in una fotografia del 1866

Popolazione locale di Verona e militari austriaci non legarono mai particolarmente. Furono poche le famiglie veronesi che offrirono ospitalità agli ufficiali e ai soldati della guarnigione. Essi, benché presenti in ogni luogo della città, non furono mai ben visti. Questo sentimento fu reciproco e anche gli austriaci limitarono i contatti con gli autoctoni allo stretto necessario, frequentando luoghi tacitamente riservati a loro.
Nonostante questo clima, nella città non si verificarono mai particolari tumulti o manifestazioni contro l'occupazione, se non sporadici. Va ricordato, però, lo sbeffeggio all'imperatore Francesco Giuseppe e all'imperatrice consorte Elisabetta in visita alla città nel 1857, quando fu lanciato un pupazzo allusivo da un arcovolo dell'arena.
C'è da dire che le numerose sentenze del tribunale militare e la cospicua presenza della polizia austriaca sconsigliavano qualsiasi manifestazione o atto di ribellione; le punizioni sarebbero stare durissime.
Un esempio eclatante della netta separazione tra veronesi e austriaci è che questi ultimi edificarono anche dei propri cimiteri separati da quelli degli abitanti. Il cimitero austriaco destinato ai soldati deceduti in servizio a Verona era situato nei dintorni di Forte San Procolo, mentre per gli ufficiali era stata predisposta un'ala vicino al cimitero monumentale, dove ora vengono inumate le salme dei bambini. Qui possiamo trovare ancora la tomba di Franz von Scholl, l'abile ingegnere che diresse l'edificazione delle prime fortificazioni della città.

## 1866: la fine della dominazione

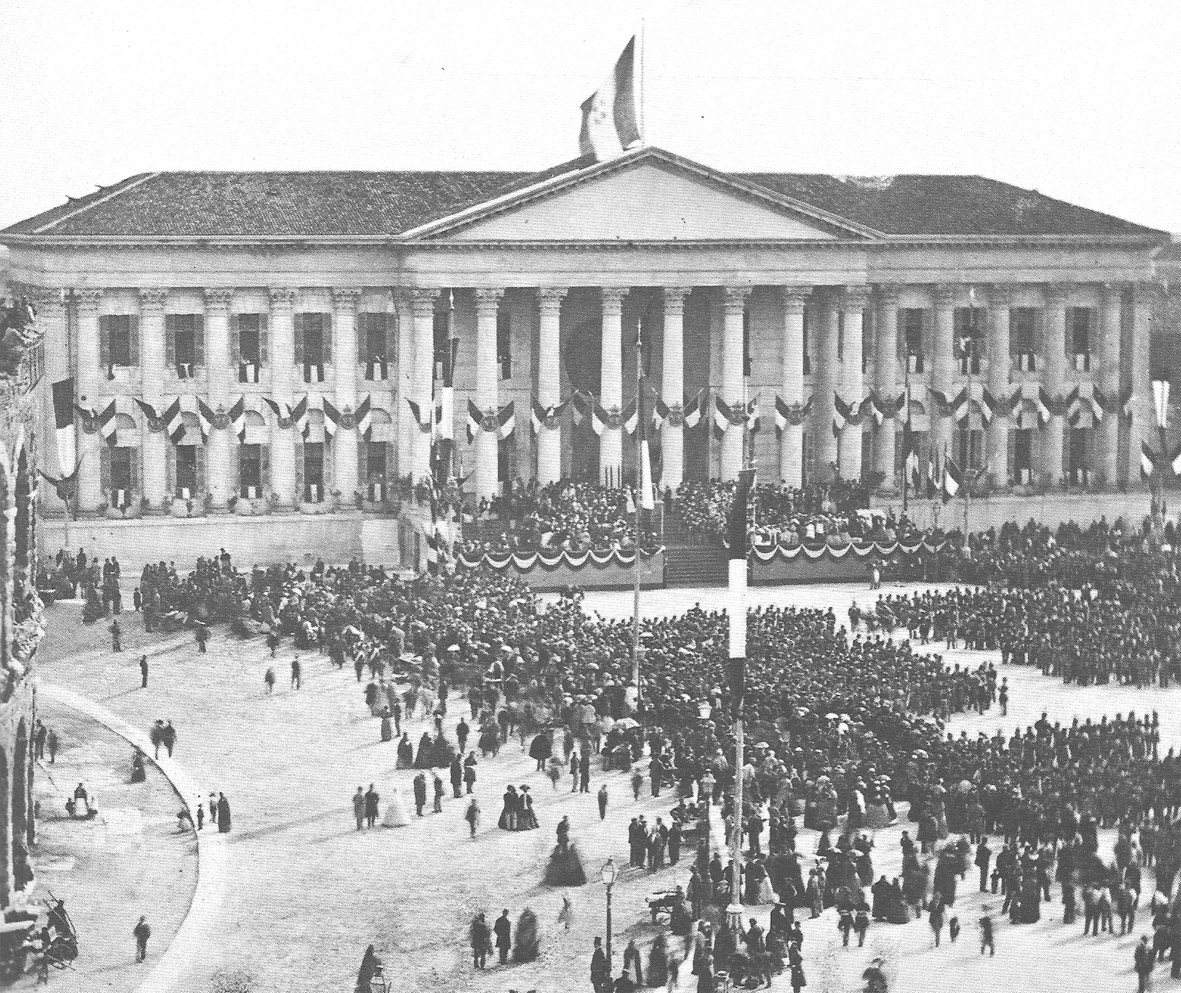
Consegna delle bandiere e giuramento, in occasione dell'anniversario dell'entrata delle truppe italiane a Verona, il 16 ottobre 1867

Il 3 ottobre 1866 con la Pace di Vienna cessarono le ostilità tra Italia e Austria, il 6 ottobre il Municipio di Verona pubblicò la notizia, aggiungendo che "in vista delle mutate circostanze" non si sarebbe opposto a che "vengano nelle botteghe esposti in vendita oggetti a tre colori". Immediatamente la città si mosse in festa. Non mancarono gli scontri che culminarono con l'uccisione di Carlotta Aschieri, all'epoca venticinquenne incinta di sette mesi. Altre aggressioni, da parte degli austriaci, si registrarono per tutta la notte. Tali disordini si prolungarono per ulteriori due giorni.
Le truppe italiane entrarono in Verona il 16 ottobre e i 600 militi della Guardia Nazionale si riunirono in Piazza dei Signori. La città era in festa, le campane suonavano e la stessa guardia nazionale marciò per la città seguita dalla banda comunale.
Il 21 e 22  ottobre 1866 si tenne il plebiscito per l'annessione di Verona al Regno d'Italia: la città rispose con 88.864 si e 5no.
La situazione in città non cambiò, però, moltissimo. Se le libertà personali furono comunque ristabilite, la città rimaneva uno strategico presidio di frontiera (adesso il confine con l'Austria era l'attuale confine tra il Veneto e il Trentino-Alto Adige). Il Regio Esercito prese possesso quindi delle fortificazioni austriache già presenti e ne invertì il tiro dell'artiglieria. Bisognò aspettare la fine della prima guerra mondiale (alla quale Verona pagò un alto tributo di sangue) perché la città abbandonasse il suo ruolo di piazza fortificata di frontiera, con tutte le limitazioni che questo ruolo comportava.